# Aeroportul Internațional Maverick County Memorial
Aeroportul Internațional Maverick County Memorial (IATA: EGP, FAA LID: 5T9) este un aeroport din Texas, Statele Unite ale Americii ce deservește zona Eagle Pass⁠(d).
Situat la o altitudine de 270 m, aeroportul dispune de 1 pistă.

## Infrastructură

### Piste
Aeroportul dispune de o singură pistă. Pista 13/31 are suprafața de asfalt și dimensiunile 5.506 picioare × 100 picioare. 